# Wei Chun-heng
Dans ce nom chinois, le nom de famille, Wei, précède le nom personnel Chun-heng.
Pour les articles homonymes, voir Wei.
Wei Chun-heng (en chinois traditionnel : 魏均珩 ; pinyin : Wèi Jūnháng), né le 6 juillet 1994, est un archer taïwanais.

## Biographie
Wei Chun-heng fait ses premières compétitions internationales en 2011. En 2016, il remporte ses premières étapes à la Coupe du monde.

## Palmarès
- Jeux olympiques[1]
  - 17e à l'individuel homme aux Jeux olympiques d'été de 2016 à Rio de Janeiro.
  - 9e à l'épreuve par équipe homme aux Jeux olympiques d'été de 2016 à Rio de Janeiro (avec Kao Hao-wen et Yu Guan-lin).
  -  Médaille d'argent à l'épreuve par équipe homme aux Jeux olympiques d'été de 2020 à Tokyo (avec Deng Yu-cheng et Tang Chih-chun)[2].

- Championnats du monde
  -  Médaille d'argent à l'épreuve individuelle homme aux championnats du monde de 2017 à Mexico.

- Coupe du monde[1]
  -  Médaille d'argent à l'épreuve par équipe mixte à la coupe du monde 2016 de Shanghai.
  -  Médaille de bronze à l'épreuve individuelle homme à la coupe du monde 2016 de Shanghai.
  -  Médaille de bronze à l'épreuve par équipe mixte à la coupe du monde 2016 de Medellín.
  -  Médaille de bronze à l'épreuve par équipe mixte à la coupe du monde 2016 de Antalya.
  -  Médaille d'or à l'épreuve par équipe mixte à la coupe du monde 2017 de Shanghai.
  -  Médaille d'or à l'épreuve par équipe mixte à la coupe du monde 2017 de Antalya.
  -  Médaille d'argent à l'épreuve par équipe mixte à la coupe du monde 2017 de Salt Lake City.
  -  Médaille d'argent à l'épreuve par équipe homme à la coupe du monde 2017 de Salt Lake City.
  -  Médaille de bronze à l'épreuve individuelle homme à la coupe du monde 2017 de Salt Lake City.

- Universiade[1]
  -  Médaille d'argent à l'épreuve par équipe homme aux Universiade d'été de 2015 de Gwangju.
  -  Médaille d'argent à l'épreuve par équipe mixte aux Universiade d'été de 2015 de Gwangju.
  -  Médaille d'argent à l'épreuve par équipe homme aux Universiade d'été de 2017 de Taipei.

- Championnats d'Asie[1]
  -  Médaille de bronze à l'épreuve par équipe homme aux championnats d'Asie de 2015 à Bangkok.
  -  Médaille d'or à l'épreuve par équipe mixte aux championnats d'Asie de 2015 à Bangkok.